# Irwin Keyes
Irwin Keyes (Nueva York, 16 de marzo de 1952-Los Ángeles, 8 de julio de 2015) fue un actor y cómico estadounidense, conocido por su papel de Hugo en Los Jefferson. También apareció en multitud de películas y series de televisión.
Keyes murió el 8 de julio de 2015 en la Playa Del Rey Center en Los Ángeles, California por complicaciones con la acromegalia a la edad de 63 años.

## Filmografía
| - Team-Mates, de Steven Jacobson (1978) - Los huérfanos de Manny (Manny's Orphans), de Sean S. Cunningham (1978) - The Warriors, de Walter Hill (1979) - Nocturna: Granddaughter of Dracula, de Harry Hurwitz (1979) - Squeeze Play!, de Lloyd Kaufman (1979) - El boxeador (The Prize Fighter), de Michael Preece (1979) - The Gang That Sold America, de Bruno Corbucci (1979) - Viernes 13 (Friday the 13th), de Sean S. Cunningham (1980) - Rabia de sangre (Bloodrage), de Joseph Zito (1980) - The Exterminator, de James Glickenhaus (1980) - Recuerdos (Stardust Memories), de Woody Allen (1980) - Detectives casi privados (The Private Eyes), de Lang Elliott (1980) - Lovely But Deadly. de David Sheldon (1981) - The Jeffersons (Serie) (1981–1984) - Police Squad! (Serie) (1982) - Luca - Movida en la universidad (Zapped!), de Robert J. Rosenthal (1982) - Rejas ardientes (Chained Heat), de Paul Nicholas (1983) - El exterminador 2 (Exterminator 2), de Mark Buntzman (1984) - Las chicas bien no explotan (pero calientan) (Nice Girls Don't Explode), de Chuck Martinez (1987) - Married... with Children (Serie) (1987) - Yo soy la justicia II (Death Wish 4: The Crackdown), de J. Lee Thompson (1987) - Frankenstein General Hospital, de Deborah Romare (1988) - Kandyland, de Robert Allen Schnitzer (1988) - Growing Pains (Serie) (1989) - Millonarios en la alcantarilla (Down the Drain), de Robert C. Hughes (1990) - Mob Boss, de Fred Olen Ray (1990) - Disturbed, de Charles Winkler (1990) - Guilty as Charged, de Sam Irvin (1991) - Adventures in Dinosaur City, de Brett Thompson (1991) - Motorama, de Barry Shils (1991) - On the Air (Serie) (1992) - Tales from the Crypt (Serie) (1992) | - Magic Kid, de Joseph Merhi (1993) - El amante ideal (Dream Lover), de Nicholas Kazan (1993) - El silencio de los borregos (The Silence of the Hams), de Ezio Greggio (1994) - Oblivion, de Sam Irvin (1994) - Los Picapiedra (The Flintstones), de Brian Levant (1994) - Get Smart (Serie) (1995) - Los anillos del poder (The Power Within), de Art Camacho (1995) - El señor del tiempo (Timemaster), de James Glickenhaus (1995) - Oblivion 2: Backlash, de Sam Irvin (1996) - Alto voltaje (Pure Danger), de C. Thomas Howell (1996) - Perversión asesina (Asylum), de James Seale (1997) - The Godson, de Bob Hoge (1998) - Sal, tequila y limón (Tequila Body Shots), de Tony Shyu (1999) - Los Picapiedra en Viva Rock Vegas (The Flintstones in Viva Rock Vegas), de Brian Levant (2000) - Perfect Fit, de Donald P. Borchers (2001) - Legend of the Phantom Rider, de Alex Erkiletian (2002) - La casa de los 1000 cadáveres (House of 1000 Corpses), de Rob Zombie (2003) - Crueldad intolerable (Intolerable Cruelty), de Joel Coen (2003) - Neighborhood Watch, de Graeme Whifler (2005) - ShadowBox, de Philip Adrian Booth (2005) - Wristcutters: A Love Story, de Goran Dukic (2006) - Wrestlemaniac, de Jesse Baget (2006) - Dream Slashers, de Philippe Ney (2007) - Careless, de Peter Spears (2007) - CSI: Crime Scene Investigation (Serie) (2007) - Black Dynamite, de Scott Sanders (2009) - Dahmer vs. Gacy, de Ford Austin (2010) - Evil Bong 3D: The Wrath of Bong, de Charles Band (2011) - Dead Kansas, de Aaron K. Carter (2013) - Pretty Little Liars (Serie) (2013) - 'Creepy' - Catch of the Day, de James Balsamo (2014) - Portend, de Jeff Prugh (2015) |